# Ceriagrion oblongulum
Ceriagrion oblongulum là một loài chuồn chuồn kim trong họ Coenagrionidae.
Loài này được xếp vào nhóm loài thiếu dữ liệu trong sách Đỏ của IUCN năm 2008.
Ceriagrion oblongulum được miêu tả khoa học năm 1951 bởi Schmidt.